# Brachynarthron
Brachynarthron is een kevergeslacht uit de familie van de boktorren (Cerambycidae). De wetenschappelijke naam van het geslacht werd voor het eerst geldig gepubliceerd in 1956 door Breuning.

## Soorten
Brachynarthron omvat de volgende soorten:
- Brachynarthron aeneipennis Breuning, 1956
- Brachynarthron murzini Teocchi & al., 2010
- Brachynarthron simile Breuning, 1964
- Brachynarthron unicoloripennis Breuning, 1968